# Asura ochrostraminea
Asura ochrostraminea là một loài bướm đêm thuộc phân họ Arctiinae, họ Erebidae.